# Harborough (circonscription britannique)
Pour les articles homonymes, voir Harborough.
La circonscription de Harborough  est une circonscription située dans le Leicestershire et représentée à la Chambre des communes du Parlement britannique.